# Indigofera glandulosa
Indigofera glandulosa är en ärtväxtart som beskrevs av Wendl. Indigofera glandulosa ingår i släktet indigosläktet, och familjen ärtväxter.

## Underarter
Arten delas in i följande underarter:
- I. g. glandulosa
- I. g. sykesii